# ČKD 705.9
Seria 705.9, do 1988: T 47.0 lub TU 47.0 – wąskotorowa (tor o rozstawie 750/760 mm) lokomotywa spalinowa z przekładnią elektryczną, produkcji czechosłowackiej. Używana także w ZSRR jako TU3 (ros. ТУ3). Służy do prowadzenia pociągów osobowych i towarowych.

## Historia
Lokomotywa była skonstruowana i produkowana w czeskich zakładach ČKD Sokolovo, w latach 1954–1958. Zbudowano 21 sztuk dla kolei czechosłowackich ČSD, oznaczonych jako seria TU 47.0 lub T 47.0, a od 1988 roku – seria 705.9. Dalsze 45 sztuk zbudowano dla ZSRR, gdzie była eksploatowana jako seria TU3. Czeskie lokomotywy miały rozstaw toru 760 mm (jedna 750 mm), a radzieckie – 750 mm.
Obecnie (2009) część lokomotyw pozostaje użytkowana w Czechach, przez koleje czeskie ČD (na trasie Třemešná ve Slezsku – Osobłoga) oraz przez Jindrzichohradeckie Koleje Lokalne (JHMD – Jindřichohradecké místní dráhy, na trasie Jindřichův Hradec – Obrataň – Nová Bystřice). Z krajów poradzieckich, ostatnia lokomotywa TU3 była używana na lwowskich dziecięcych kolejach na Ukrainie.
Na linii Třemešná ve Slezsku – Osoblaha zostały dostarczone cztery lokomotywy T47.013, 14, 16 i 17 w 1958 roku, później przenumerowane na 705.913, 914, 916, 917. W 2014 roku wycofano pierwszą lokomotywę nr 16, a od 2019 roku pozostała tam jedna lokomotywa nr 13.

## Konstrukcja
Lokomotywa ma nadwozie typu wagonowego, z dwiema kabinami maszynisty na obu końcach. Nadwozie opiera się na dwóch dwuosiowych wózkach (układ osi Bo’Bo’). Napęd lokomotywy stanowi silnik wysokoprężny 12V170DR, w układzie V12, o mocy maksymalnej 350 KM, napędzający prądnicę prądu stałego. Spalinowóz może być używany w trakcji podwójnej, ze sterowaniem z jednej lokomotywy. Kabiny maszynisty są dość ciasne, lecz nietypową cechą jest wyposażenie lokomotywy w przedział służbowy.
Ujemną cechą lokomotywy był duży minimalny promień pokonywanych łuków – 70 m oraz stosunkowo duży nacisk na oś, ograniczające jej zastosowanie na niektórych trasach. Dlatego też nie zyskały większego rozpowszechnienia w ZSRR.

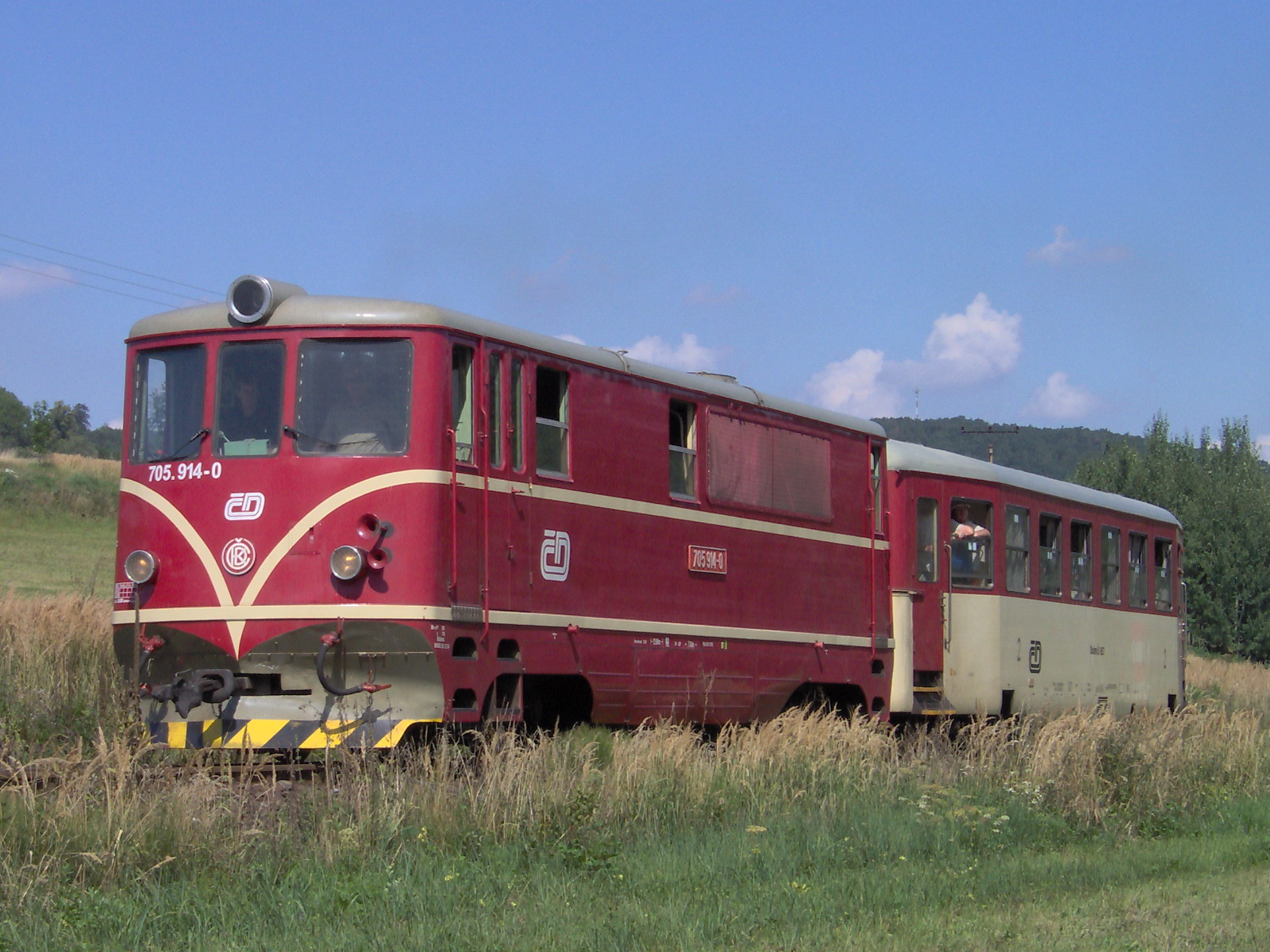
705.914 kolei ČD
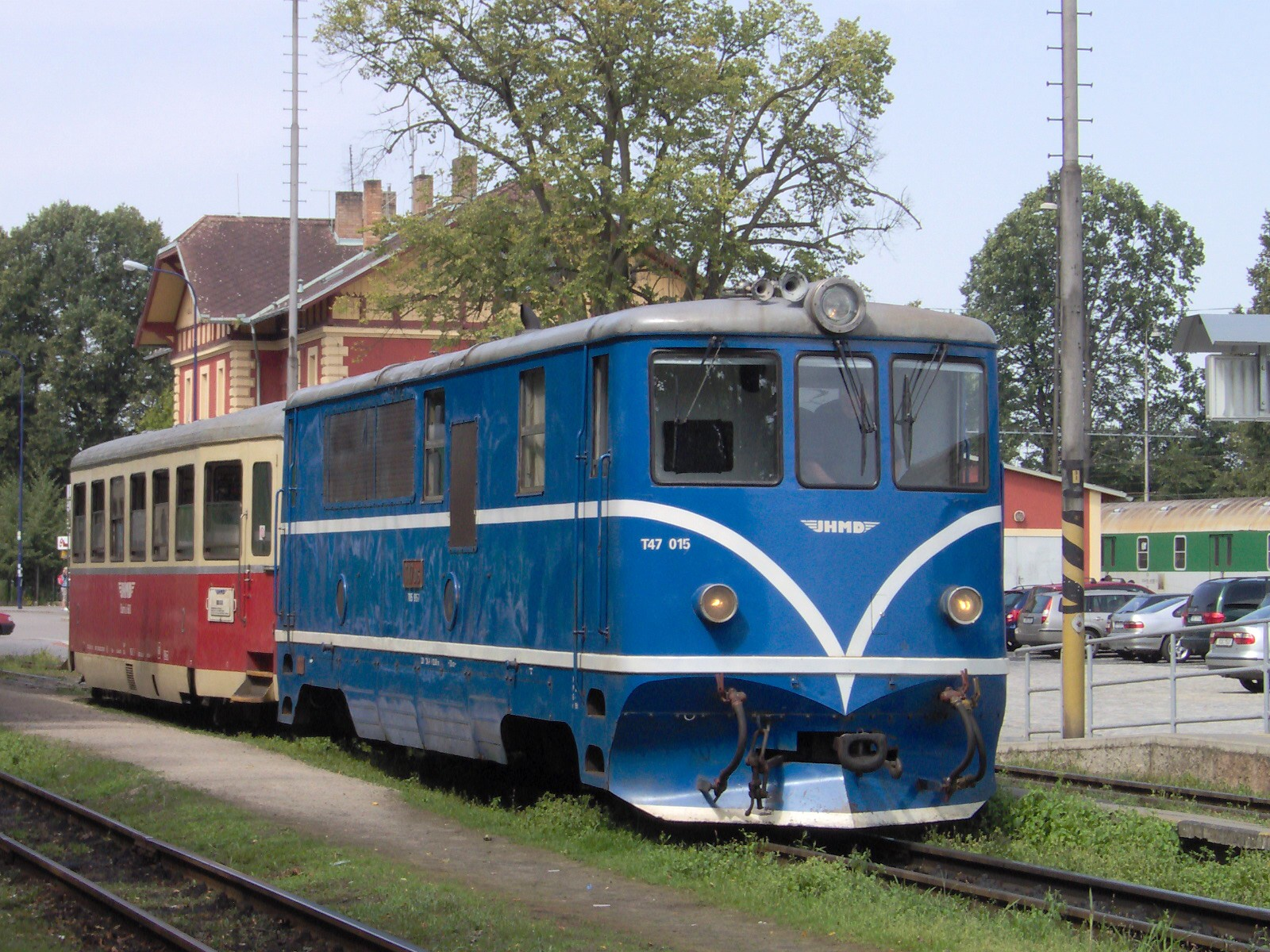
705.915 (T 47.015) kolei JHMD, Jindřichův Hradec
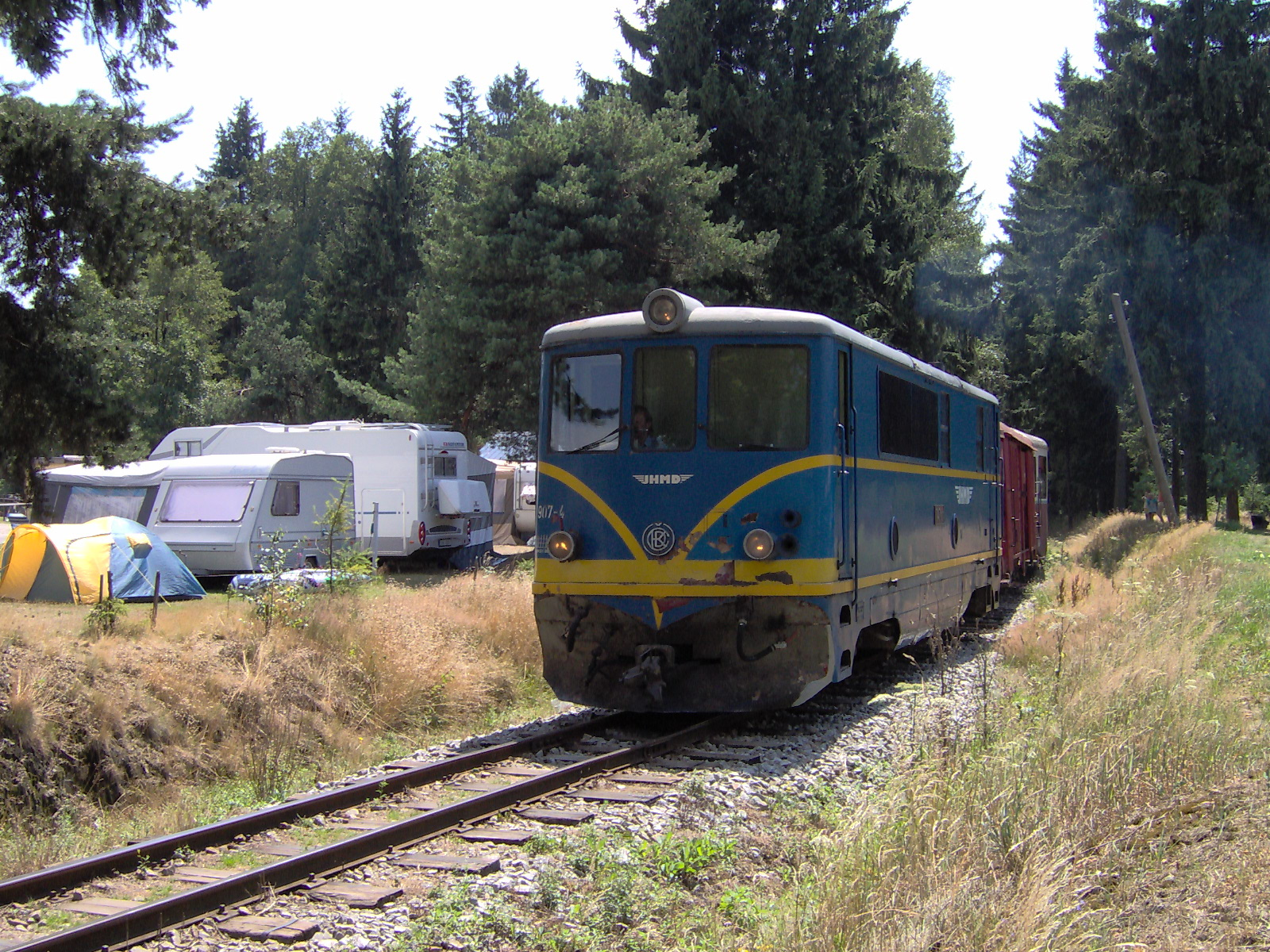
705.907 kolei JHMD
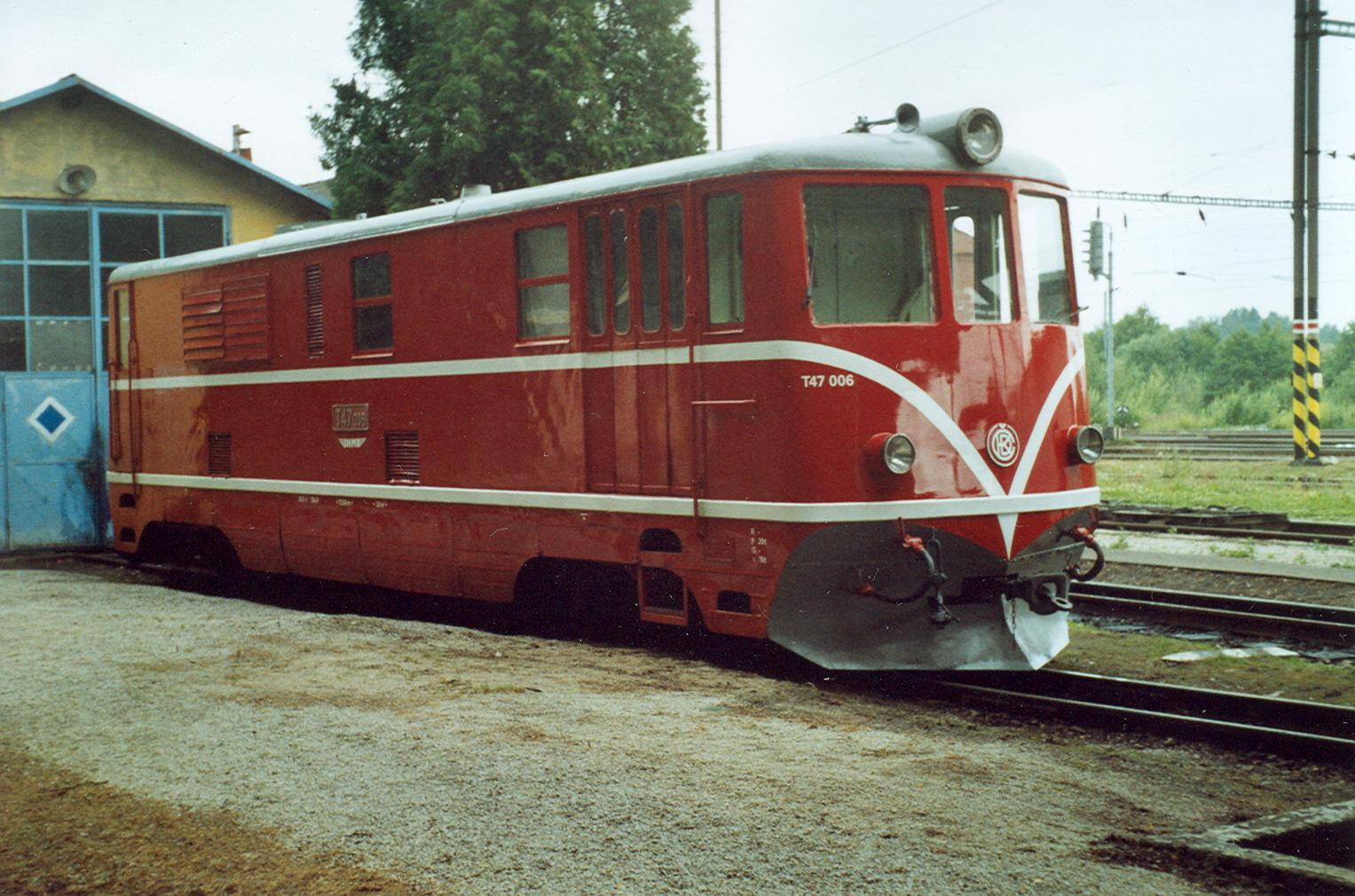
T47 006
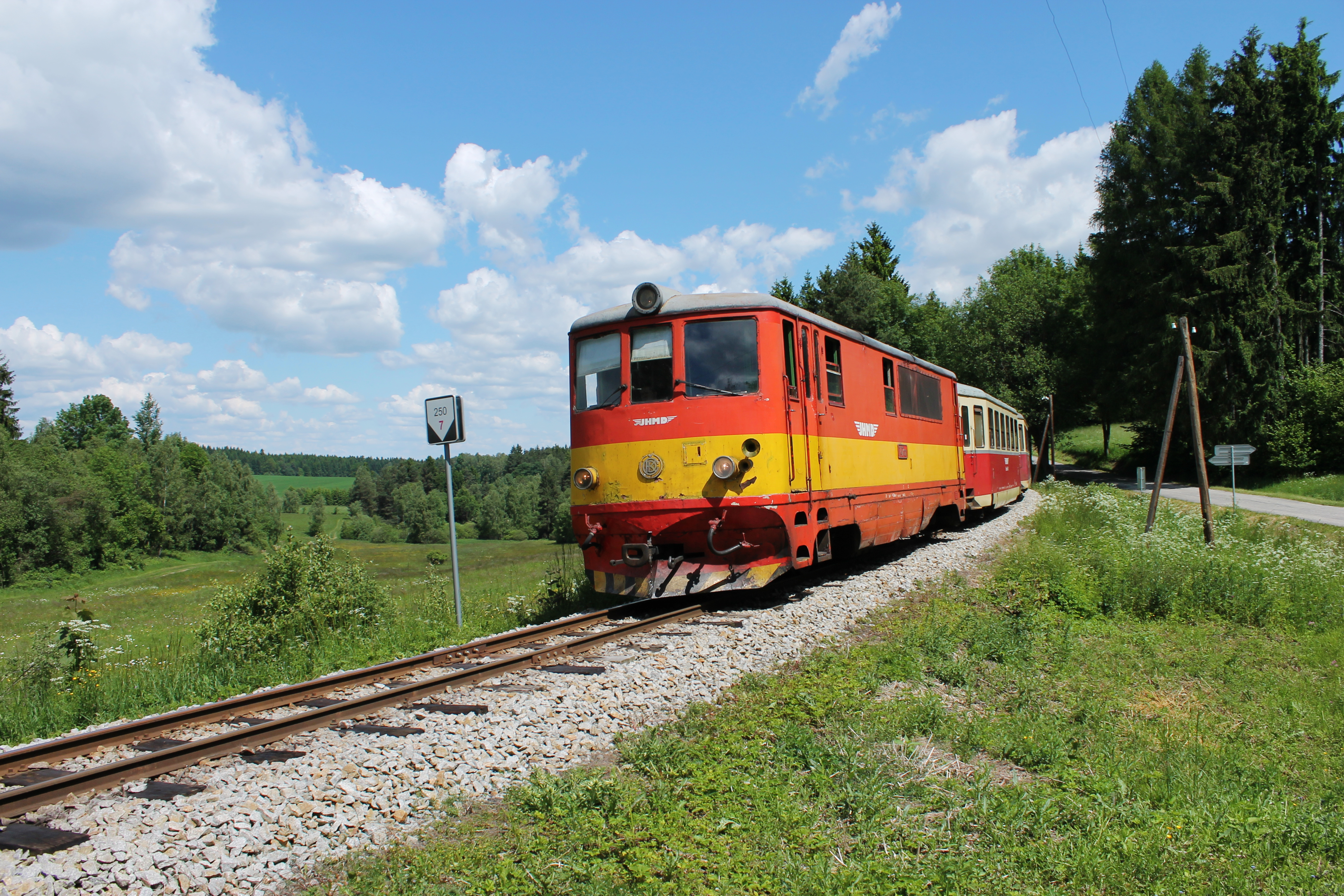
Lokomotywa 705.921, Senotín